# Ella Nelson
Ella Nelson (28 de julio de 2001) es una deportista estadounidense que compite en natación. Ganó una medalla de plata en el Campeonato Mundial Junior de Natación de 2017 y una medalla de plata en el Campeonato Pan-Pacífico Junior de Natación de 2018, ambas en la prueba de 200 m braza.
Estudió el grado de Kinesiología en la Universidad de Virginia.